# Carabine De Lisle
La carabine De Lisle ou « De Lisle Commando carbine » est une arme à feu britannique utilisée pendant la Seconde Guerre mondiale. Elle était conçue avec un silencieux intégré au canon de l’arme, ce qui, combiné avec une munition subsonique, en faisait une arme d’un usage extrêmement silencieux, probablement l’une des armes à feu les plus silencieuses jamais produites.
Peu d'exemplaires ont été fabriqués et leur usage a été réservé aux unités spéciales : commandos, SAS, équipes Jedburgh.

## Histoire

### Conception
L’arme fut conçue à titre personnel par William Godfray De Lisle, un ingénieur qui travaillait pour le ministère de l’Air. Il fabriqua le premier prototype en calibre .22, puis il le testa en tirant sur des lapins et autres petits gibiers près de chez lui dans les Berkshire Downs. En 1943, il prit contact avec le major Malcolm Campbell des Opérations combinées pour lui parler de son prototype ; celui-ci fut testé de manière informelle en tirant dans la Tamise depuis la terrasse du New Adelphi Building à Londres. L’immeuble fut choisi pour découvrir si les gens dans la rue en dessous entendaient les coups de feu, ce qui ne fut pas le cas. Les autorités des Opérations combinées furent impressionnées par l’arme et demandèrent la fabrication d’une version en 9 mm. Toutefois celle-ci fut un échec. Un troisième prototype, utilisant une munition en .45 ACP calibre qui était préférée par De Lisle, fut une bien plus grande réussite. Les tests de ce prototype montrèrent que l’arme avait une précision suffisante, ne produisait aucune lueur de départ visible et était inaudible à une distance de 50 yards (46 m).

### Tests
Les tests officiels qui suivirent démontrèrent que la carabine De Lisle générait un bruit de 85,5 dB lors du tir. À titre de comparaison, les tests d’une sélection d’armes de poing modernes ont montré que celles-ci génèrent  156 à 168 dB si elles sont utilisées sans silencieux et 117 à 140 dB avec un silencieux rajouté sur le canon. Le silence de la carabine De Lisle fut considéré comme comparable à celui du pistolet  Welrod. Toutefois, le pistolet Welrod n’était utilisable qu’à très courte distance et utilisait des composants en caoutchouc dans le silencieux qui nécessitaient leur remplacement après seulement quelques tirs. La carabine De Lisle était capable de tirer des centaines de coups avant que le silencieux ne nécessite d’être démonté pour être nettoyé.

### Fabrication et usage
Les Opérations combinées demandèrent le démarrage d’une petite production de carabines De Lisle et un lot initial de 17 pièces fut fabriqué artisanalement par l'usine Ford Dagenham, avec Godfray De Lisle lui-même, libéré de ses obligations au ministère de l’Air pour pouvoir se consacrer à plein temps à ce projet. Ce premier lot fut immédiatement utilisé au combat par les Commandos britanniques. En 1944, la société Sterling Armaments Company reçut une commande pour 500 carabines De Lisle, mais n’en produisit vraisemblablement que 130. La version Sterling différait par nombre de détails de la première version de Ford Dagenham. Deux prototypes d’une autre version, pour troupes aéroportées, furent fabriqués. Ils avaient des crosses pliantes, identiques à celles des pistolets-mitrailleurs Sterling.
Jusqu’à la fin de la Seconde Guerre mondiale, la carabine De Lisle fut principalement utilisée par les Commandos, mais quelquefois aussi par les membres du Special Operations Executive (SOE). E. Michael Burke, un ancien officier américain des équipes Jedburgh, a relaté qu’une carabine De Lisle a notamment été utilisée pour abattre deux officiers supérieurs allemands en 1944.
Un certain nombre de carabines De Lisle fut envoyé en Extrême-Orient et a servi durant la campagne de Birmanie. La carabine De Lisle a aussi été utilisée durant la guerre de Corée et contre la rébellion malaise. Il a également été affirmé que l’arme a servi aux mains du Special Air Service durant le conflit en Irlande du Nord (Ulster).

## Description

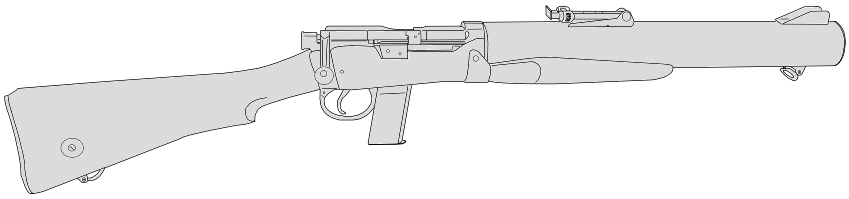
La carabine De Lisle initiale avec son silencieux intégré.

La carabine De Lisle était basée sur le fusil Lee–Enfield Mk III* converti en calibre .45 ACP par modification du bloc-culasse, remplacement du canon par un canon de pistolet-mitrailleur Thompson  modifié (6 rayures, pas à droite), et en utilisant des chargeurs de pistolet M1911 (Colt 45). La principale caractéristique de la carabine De Lisle était son silencieux extrêmement efficace, qui la rendait très discrète en action, si silencieuse, en fait, que la fermeture de la culasse, faisait plus de bruit que le tir.
La munition en .45 ACP a été sélectionnée parce que sa vitesse initiale est subsonique pour des longueurs usuelles de canons. Et donc, elle conserve sa valeur létale et ne nécessite pas des munitions spéciales pour être utilisée avec un silencieux. Beaucoup de munitions de fusils sont supersoniques, et leurs ogives génèrent un bang supersonique lorsqu'elles atteignent la vitesse du son dans l'air, comme tout autre objet se déplaçant à vitesse supersonique, les rendant ainsi impropres à un usage discret. Le canon de Thompson a été perforé pour fournir un relâchement contrôlé du gaz à haute pression dans le silencieux qui l’entoure avant que la balle ne quitte le canon. Le silencieux, de 2” (5,1 cm) de diamètre, s’étendait de la chambre jusqu’à la bouche, représentant la moitié de la longueur totale de l’arme. Le silencieux fournissait ainsi un large volume pour contenir les gaz de combustion ; ce qui était une des clés de son efficacité. Les modèles MP5SD et AS Val sont d’autres armes à feu modernes utilisant le même concept.
Le bloc culasse du Lee–Enfield fut raccourci pour chambrer les cartouches en .45 ACP ; Le logement de chargeur Lee–Enfield était remplacé par un nouvel assemblage qui nécessitait un chargeur M1911 modifié. Le tir au ‘coup par coup’ offrait l’avantage que le tireur pouvait attendre pour chambrer la cartouche suivante si un silence total était impératif après le tir. Une arme à répétition n’aurait pas permis cela puisque le cycle de rechargement est couplé au recul de la culasse et que l’éjection de la douille peut générer un bruit à chaque tir en cas de chute sur n’importe quelle surface dure. L’arme était extrêmement silencieuse mais elle n’était pas très précise.
Le premier prototype en calibre .22 fut remis au National Army Museum à Londres, mais il a été perdu par la suite et son sort est inconnu. Une reproduction de la carabine est actuellement fabriquée par la société américaine Valkyrie Arms. Une autre société, Special Interest Arms, a annoncé une production limitée de répliques de la carabine De Lisle qui utiliserait un système de logement de chargeur amélioré permettant l’usage de chargeurs M1911 standard.

## Utilisateurs
- Royaume-Uni
- États-Unis
- France libre